# North Star (Delaware)
North Star é uma região censo-designada localizada no estado americano do Delaware, no Condado de New Castle. Faz fronteira com a Pensilvânia. Possui mais de 8 mil habitantes, de acordo com o censo nacional de 2020.

## Geografia
De acordo com o Departamento do Censo dos Estados Unidos, a região tem uma área de 17,6 km², dos quais todos os 17,6 km² estão cobertos por terra.

### Localidades na vizinhança
O diagrama seguinte representa as localidades num raio de 16 km ao redor de North Star.

## Demografia
Desde 2000, o crescimento populacional médio, a cada dez anos, é de -1,3%.

### Censo 2020
Segundo o censo nacional de 2020, a sua população é de 8 056 habitantes e sua densidade populacional de 457,3 hab/km². Seu crescimento populacional na última década foi de 1.0%, bem abaixo do crescimento estadual de 10,2%.
Possui 2 927 residências que resulta em uma densidade de 166,1 residências/km² e um aumento de 4,8% em relação ao censo anterior. Deste total, 2,4% das unidades habitacionais estão desocupadas. A média de ocupação é de 2,8 pessoas por residência.
A renda familiar média é de 137 917 dólares e a taxa de emprego é de 61,7%.